# Oppenheimer Blue
Le diamant bleu Oppenheimer Blue, ou le Diamant bleu d'Oppenheimer, est un diamant de 14,62 carats qui est devenu diamant le plus cher jamais vendu aux enchères le 18 mai 2016. Cette enchère a été battue par le diamant rose Pink Star (en) le 4 avril 2017, vendu 71,2 M$.
Le diamant a été nommé après son premier propriétaire, Sir Philip Oppenheimer (en), qui l'aurait offert à sa femme, Pamela Fenn Stirling. Le Oppenheimer Blue est le plus gros diamant classé en couleur fancy vivid blue (« bleu vif de qualité exceptionnelle ») par le Gemological Institute of America jamais vendu aux enchères.
Peu de détails ont été donnés sur sa découverte, sinon qu'il est issu de la célèbre Mine Premier, d'où est sorti le diamant Cullinan ainsi que d'autres pierres célèbres. La pierre brute devait alors peser entre 30  et   35 carats. Il a été taillé par le maître diamantaire de la De Beers en table à angles coupés, une taille commune pour les émeraudes : son poids atteint alors 14,71 carats. Il est alors monté serti sur une bague à huit pattes conçue par le joaillier new-yorkais Fulco di Verdura. En 1999, soit quatre ans après la mort de Philip Oppenheimer, il est vendu à un acquéreur inconnu. Ce dernier le repolit légèrement, rabaissant son poids à 14,62 carats. Il est serti dans une nouvelle bague en platine, plus sobre que celle de Fulco di Verdura.
L'Oppenheimer Blue est le 17e plus gros diamant bleu connu dans le monde. Sa pureté VVS1 est remarquable. Son type IIb, qui caractérise sa pureté chimique, ne concerne que 0,1 % des diamants existants.
Il est vendu par Christie's à Genève le 18 mai 2016 pour 56 837 000 CHF (53 M€), battant ainsi le précédent record pour un diamant bleu, le Blue Moon Josephine (en). Estimé au maximum à 46 M$ (42,6 M€) avant sa vente, il dépasse significativement le prix attendu.
Si au début de l'enchère il y avait de nombreux enchérisseurs, la lutte finale s'est tenue entre deux d'entre eux par téléphone et s'est conclue au bout de vingt minutes ; l'identité de l'acheteur n'est pas connue.